# Speakerboxxx/The Love Below
Speakerboxxx/The Love Below es el quinto álbum de estudio del dúo de hip hop OutKast, lanzado 23 de septiembre de 2003 en LaFace Records en los Estados Unidos. Publicado como un álbum doble, su tiempo de reproducción de más de dos horas se distribuye en álbumes en solitario de cada uno de los miembros del grupo. Speakerboxxx es el proyecto en solitario de Big Boi, la realización de las pistas tienen sus raíces en el hip hop del Sur, mientras que The Love Below, el proyecto en solitario de André 3000, abarca estilos musicales como soul, pop, funk y jazz.

## Detalles del álbum

### Temática
Speakerboxxx/The Love Below es un disco doble, uno realizado por Big Boi: Speakerboxxx y el otro, The love Below por André 3000. La historia de hacer dos discos surgió por André 3000 quien estaba realizando su trabajo en solitario para la productora Slumdrum, entonces Big Boi se enteró y se puso él también hacer lo propio para Boom Boom Room Productions. Al finalizar unas cuantas canciones se dieron cuenta de que los discos podrían congeniar bien juntos y así surgió: Speakerboxxx/The Love Below.

### Speakerboxxx
Producido para Boom Boom Room Productions, es un disco muy rapper con algún toque funky. En algunas canciones aparece como compositor André 3000, pero sus apariciones vocales son muy limitadas. De este disco se extrajeron los sencillos: The Way You Move y GhettoMusick. En este Disco hay colaboraciones de la talla de Jay Z y Killer Mike en Flip Flop Rock.

### The Love Below
El disco de André 3000 destaca por su contenido en R&B contemporáneo con algo de Jazz y Soul aunque tiene buenas dosis de Hip Hop. Es un disco en que tanto el piano como los juegos con la voz de André 3000 están muy presentes. Los dos singles extraídos de este compacto fueron Hey ya! (un éxito a nivel mundial) que tiene un toque muy fresco y desenfadado, y «Roses», con un estilo muy Hip Hop y también fusionado con piano, en esta canción se encuentra la única aparición vocal de Big Boi en este disco. Este CD cuenta con las colaboraciones de Rosario Dawson en She Lives in my Lap, de Kelis en Dracula's Wedding y de Norah Jones en Take off Your Cool.

## Logros
Recibió el Grammy al álbum del año y mejor álbum de rap en el año 2003 y la canción Hey Ya! fue reconocida con el Grammy a la mejor actuación urban/alternative. También fue seleccionado por Channel 4 como el 69° mejor disco de la historia de la música. La canción del disco The Love Below, Hey Ya! fue seleccionada una de las 500 mejores canciones de todos los tiempos por la revista Rolling Stone.

## Lista de canciones

### Speakerboxxx
1. "Intro – 1:29
2. "GhettoMusick" – 3:56
3. "Unhappy" – 3:19
4. "Bowtie" (con Sleepy Brown & Jazze Pha) – 3:56
5. "The Way You Move" – 3:54
6. "The Rooster" (con Sleepy Brown) – 3:57
7. "Bust" (con Killer Mike) – 3:08
8. "War" – 2:43
9. "Church" – 3:27
10. "Bamboo" (Interlude) – 2:09
11. "Tomb of the Boom" (con Konkrete, Big Gipp & Ludacris) – 4:46
12. "E-Mac" (Interlude) – 0:24
13. "Knowing" - 3:32
14. "Flip Flop Rock" (con Killer Mike & Jay Z) - 4:35
15. "Interlude" - 1:15
16. "Reset" (con Khujo Goodie & Cee-lo) - 4:35
17. "D-Boi" (Interlude) - 0:40
18. "Last Call" (con Slimm Calhoun, Lil'Jon & The Eastside Boyz & Mello) - 3:57
19. "Bowtie" (Postlude) - 0:34

### The Love Below
1. "The Love Below" (Intro) – 1:27
2. "Love Hater" – 2:49
3. "God" (Interlude) – 2:20
4. "Happy Valentine's Day" – 5:23
5. "Spread" – 3:51
6. "Where Are My Panties" (Interlude) – 1:54
7. "Prototype" – 5:26
8. "She Lives In My Lap" (con Rosario Dawson) – 4:27
9. "Hey Ya!" – 3:55
10. "Roses" – 6:09
11. "Good Day, Good Sir" (Interlude) – 1:24
12. "Behold A Lady" – 4:37
13. "Pink & Blue" - 5:04
14. "Love In War" - 3:25
15. "She's Alive" - 4:06
16. "Dracula's Wedding" (con Kelis) - 2:32
17. "My Favourite Things" (Instrumental) - 5:13
18. "Take off Your Cool" (con Norah Jones) - 2:38
19. "Vibrate" - 6:33
20. "A Life in the Day of Benjamin André" (Incomplete) - 5:11